# Sychrov (přírodní rezervace)
Sychrov je přírodní rezervace v katastrálním území obce Beckov v okrese Nové Mesto nad Váhom v Trenčínském kraji na Slovensku. Území bylo vyhlášeno v roce 1984 a jeho rozloha je 0,48 hektaru. Předmětem ochrany je suchomilné a teplomilné travní společenstvo s bohatou populací hlaváčku jarního (Adonis vernalis) v Považském Inovci.